# Edo
För andra betydelser, se Edo (olika betydelser).
Edo (japanska: 江戸, ordagrant "vik-ingång" eller "estuarium"; ibland stavat Jedo, Yedo eller Yeddo) var fram till 1868 namnet på staden Tokyo i Japan. Staden har gett namn åt Edoperioden i Japans historia (1603-1867), då Tokugawaklanen styrde landet. Edo var under denna period Japans de facto huvudstad, trots att kejsaren fortfarande hade sitt residens i Kyoto.

## Bilder

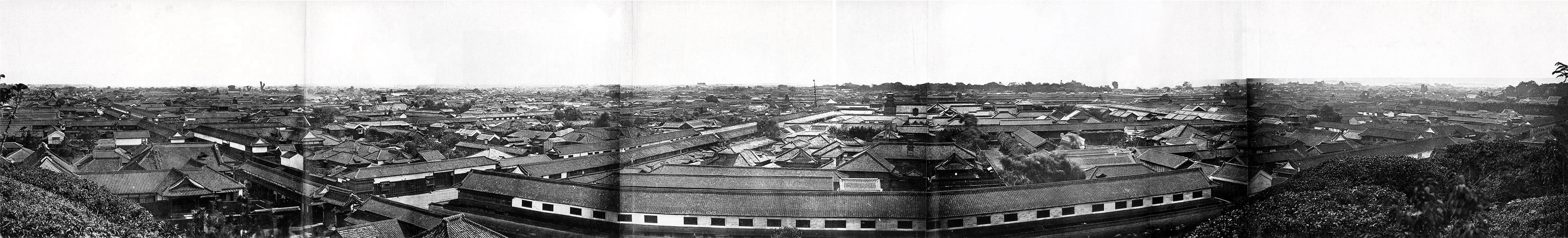
Panorama över Edo 1865 eller 1866. Foto av Felice Beato